# Steklianukha
Steklianukha (en rus: Стеклянуха) és un poble del krai de Primórie, a l'Extrem Orient de Rússia, que en el cens del 2010 tenia 290 habitants.